# Mimovitalisia wittmeri
Mimovitalisia wittmeri là một loài bọ cánh cứng trong họ Cerambycidae.